# Бранка Арсић
Бранка Арсић је српска универзитетска професорка и историчарка књижевности и филозофије. Она је професор енглеског језика и компаративне књижевности на Универзитету Колумбија.

## Биографија
Рођена је у Србији, а докторирала је филозофију је на Универзитету у Београду на тему Поглед и субјективност.
Предавала је на Централноевропском универзитету у Будимпешти и Државном универзитету Њујорка у Албани пре него што је почела да ради на факултету Универзитета Колумбија 2012. Предавала је и у Центру за женске студије у Београду. Њен академски рад је специјализован за књижевност Америке 19. века те њен научни, филозофски и верски контекст.
Похваљена је због „дељења увида који студентима омогућавају да виде канонску литературу у новом светлу, помажући им да повежу та дела са савременим питањима и искуствима“.
Њена књига о Хенрију Дејвиду Тороу, Bird Relics: Grief and Vitalism in Thoreau, добила је престижну награду МЛА Џејмс Расел Лоуел за изузетну књигу 2016. Њу је Карнеги Корпорација из Њујорка прогласила за Великог имигранта 2018. године Добила је Гугенхајмову стипендију 2019. године из области америчке књижевности.
Њени радови објављени су у часописима као што су: Common Knowledge, Diacritics, ELH, J19, Leviathan, New England Quarterly, Nineteenth Century Prose, Qui Parle?, Representations, Telos and Textual Practice.
Коуредник је 2 књиге есеја о Емерсоновом делу.
Према писању појединих извора, први је редовни професор из Србије на Универзитету Колумбија у Њујорку, након Михајла Пупина.
Арсић је била гостујући професор на Универзитету Браун. Удата је за професора Брауна Дејвида Вилса.

## Дела
- Passive Constitutions or 7½ Times Bartleby (Stanford UP, 2007)
- On Leaving: A Reading in Emerson (Harvard UP, 2010)[18]
- Bird Relics: Grief and Vitalism in Thoreau. Harvard University Press. 2016.